# Izabela Katarzyna Mrzygłocka
Izabela Katarzyna Mrzygłocka (Wałbrzych; 20 de Maio de 1959 — 10 de agosto de 2024) foi uma política polonesa. Ela foi eleita para a Sejm em 25 de Setembro de 2005 com 5271 votos em 2 no distrito de Wałbrzych, candidata pelas listas do partido Platforma Obywatelska. Permaneceu no cargo até sua morte em 2024.